# Каратай (казахский род)
Каратай (каз. Қаратай)  — многочисленный казахский род племени Найман в Среднем жузе.

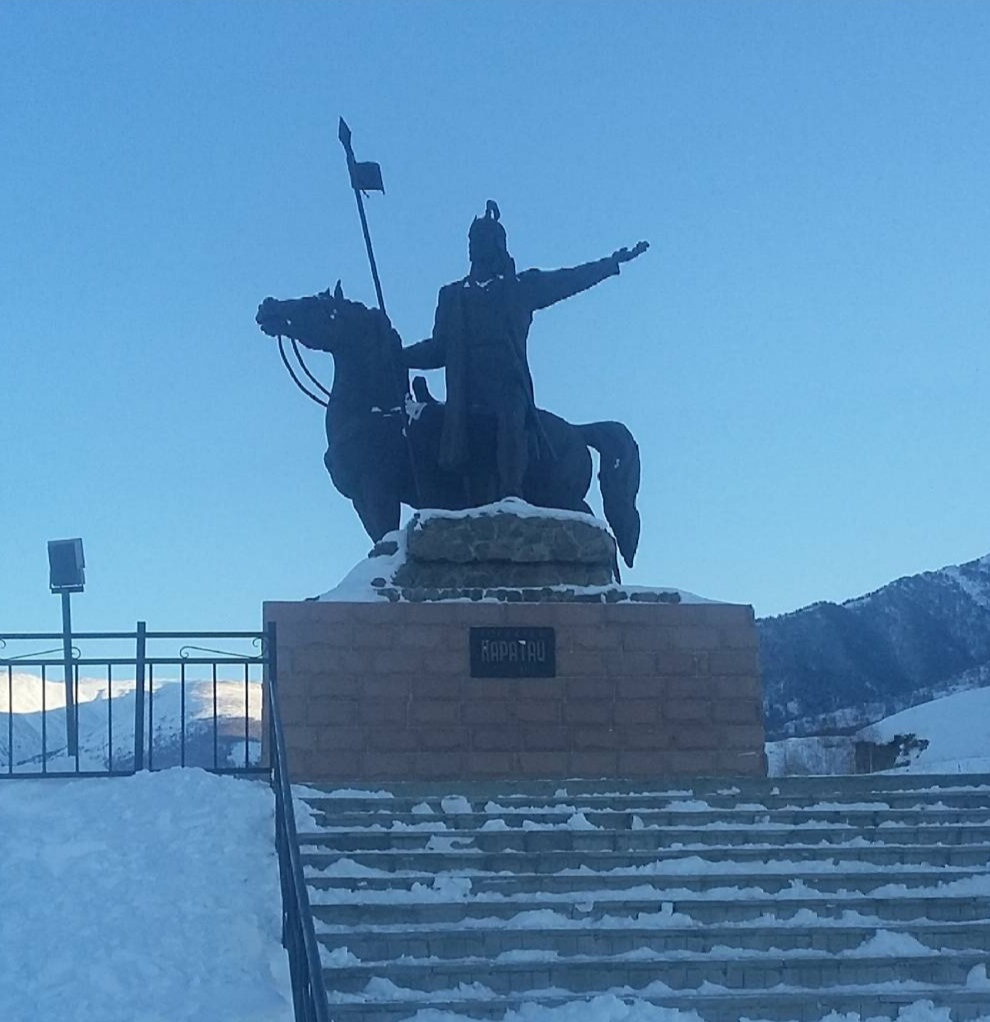
Родоначальник племени Найман Каратай батыр Улатемырулы

## История
От Наймана Белгибай от Белгибая Окиреш от Окиреша Ергенекты. По родословным данным, брат Сарыжомарта Сайболат батыр рано умер, и трое его детей кокжарлы, каратай и бура выросли на руках брата Сарыжомарта.
Шежире Шакарим Кудайбердиева. У Саржомарта от старшей жены – Каратай, от младшей жены – Бидалы, Жансары, Баржаксы. Шайгоз. Были также приемные сыновья от родного брата Саржомарта – Бура, Балты и Баганалы, Кокжарлы.

## Расселения

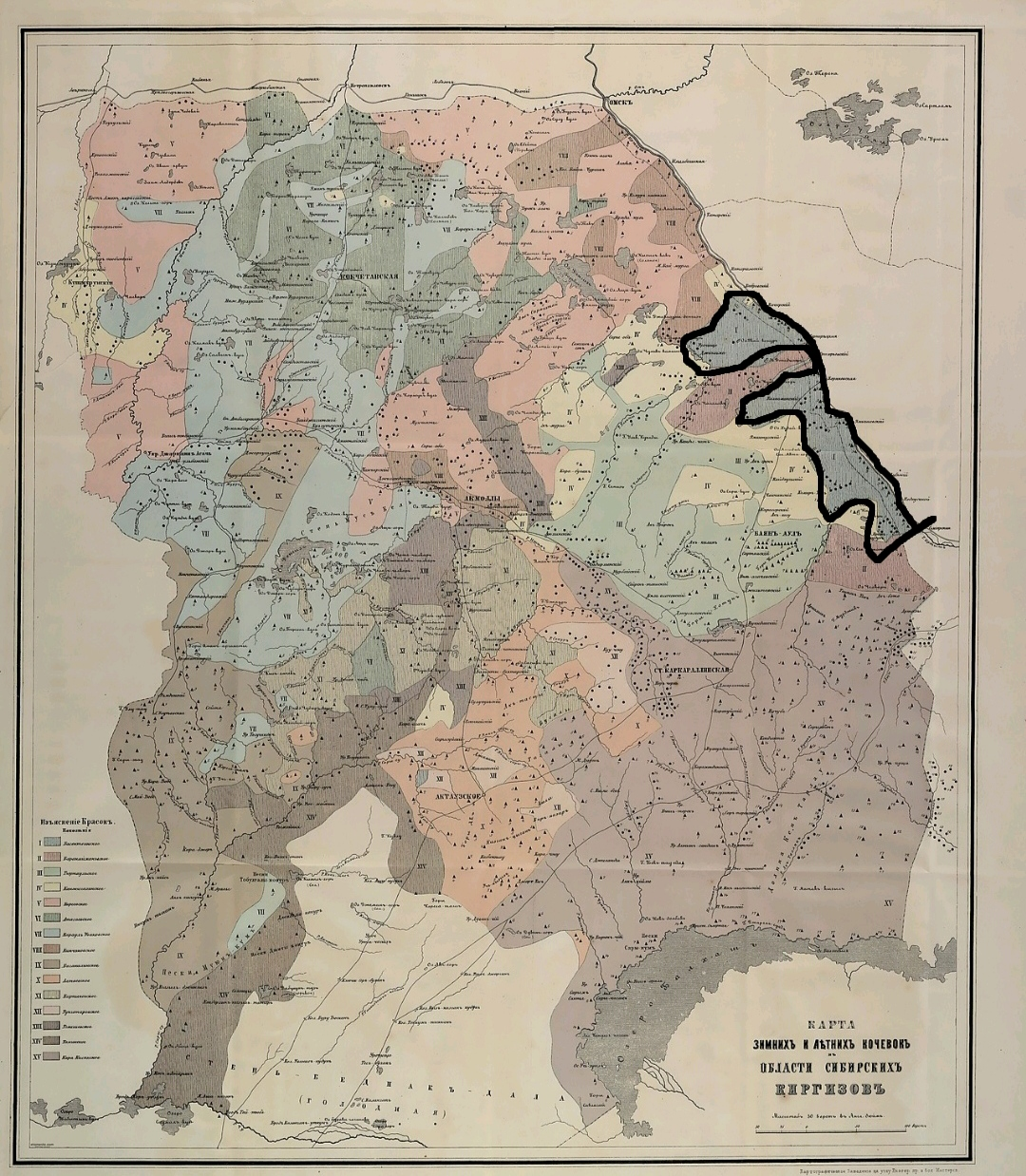
Карта зимних и летних кочевок в области сибирских киргизов (казахов) в 1868 году, отмеченные на черном земли рода Каратай

Каратай-найманы обитали созданный в 1824 году Каркаралинский внешний округ, и который был в 1868 году преобразован в Каркаралинский уезд. В 1897 году население Каркаралинского уезда составило 171 655 человек. В 1926 году - 250 тыс. человек. Расселение: Каркаралинский (большинство), Атбасарский, Семипалатинский, Павлодарский уезды. Территория примерно 300 тыс. км2
Найманы род Каратай – подрод Даулеты жили в Чуйской степи.
Род знаменит тем, что в составе тех людей которые, одним из первых проложили дорогу на Чуйскую землю. Это было так:  где-то в 1860 годах, при большом джуте в Северном Казахстане, когда пало много скота и умирали  из-за болезни люди. Глава одного, из рода Даулет,  подрода кебенек, родом из местности Кок Терек, Усть-Каменогорского уезда, что есть богатые пустынные земли в Чуйской степи, где пролегает торговый караванный, известный многим народам, «Шелковый путь» где нет джута, и не гибнут люди, а есть хорошие  свободные пастбища и свободные степи.

## Волости
Заселив верхнюю часть Семипалатинска, потомки каратайцев до Октябрьской революции жили в дельте Южного Алтая в Усть-Каменогорском районе.  Его основным занятием было скотоводство.